# Mellon Charles
Mellon Charles (Schots-Gaelisch: Meallan Theàrlaich) is een dorp op de noordoostelijke oever van Loch Ewe ongeveer 2 kilometer van Ormiscaig in de Schotse lieutenancy Ross and Cromarty in het raadsgebied Highland.